# K'naan
Keinan Abdi Warsame (Mogadiscio, Somalia; 1 de febrero de 1978) es un poeta y cantante de hip hop somalí-canadiense. Es uno de los raperos más reconocidos nacidos en África, a pesar de que a una temprana edad se mudó a Canadá. Es famoso por sus letras en las que hace referencia al orgullo de sus raíces somalíes y africanas. Su nombre significa Viajero en somalí.

## Biografía
Nacido en la ciudad de Mogadiscio, es miembro activo de la comunidad somalo-canadiense en Toronto. Ocupó los primeros años de su vida luchando para sobrevivir y escuchando álbumes de hip hop de artistas como Nas y Rakim, enviados a él por su padre, quien emigró de Somalia para trabajar como conductor de taxis en la ciudad de Nueva York. Cuando K'naan tenía 13 años, su madre, sus hermanos y él, pudieron abandonar su país natal para emigrar a los Estados Unidos, y después a Canadá, en donde tenían algunos parientes y había una gran comunidad de inmigrantes somalíes. Tan pronto como el inglés de K'naan fue mejorando él comenzó a rapear. Cuando estudiaba el décimo grado, dejó la escuela y viajó dos años por Norteamérica, haciendo presentaciones ocasionalmente.
Gracias a la amistad con Sol Guy, parte del equipo de promoción de Direct Current Media, K'naan se presentó en la ciudad de Ginebra en el 50.º aniversario del Alto Comisionado de las Naciones Unidas para los Refugiados en 2001. A través de esta presentación, criticó las acciones de la ONU en la crisis de Somalia durante la década de los 90.
Uno de los miembros de la audiencia era el cantante senegalés Youssou N'Dour, quien se impresionó tanto por la actuación y coraje del joven MC que lo invitó a contribuir en su álbum de 2001 Building Brigdes. Actualmente vive en Canadá junto a su esposa, Deqa, la cual trabaja de farmacéutica y sus dos hijos, llamados Salaam y Talib Warsame, nacidos en 2005 y 2007 respectivamente.

## Carrera como solista
En 2002, K'naan conoció a Jarvis Church, parte del equipo de producción de Track and Field Productions que llevó a Nelly Furtado a la fama, una conexión que eventualmente lo llevaría a la grabación de un álbum.
En 2005, se presentó juntó a DobaCaracol en el concierto de Live 8 en la ciudad de Toronto. Su álbum debut de larga duración, The Dusty Foot Philosopher, fue lanzado el mismo año.
Su canción Soobax es parte de la banda sonora del videojuego FIFA 06. Durante una presentación en Toronto en 2005, donde abrió para The Roots se refirió a Soobax como «el himno de la revolución que está ocurriendo en mi país en este momento».
En 2010, colaboró con la banda inglesa Keane en el sencillo de la banda «Stop for a minute» el cual aparece en el Pro Evolution Soccer 2011 y como informa DjOco desde su residencia actual en la Bahía de Cádiz se incluye también en el álbum de Keane «Night Train» aparecido en la primavera de 2010.
Una de sus canciones, «ABC's», será parte de la banda sonora del videojuego Madden NFL 09. Otra, «Wavin' Flag», es parte de la banda sonora del videojuego NBA 2K10 y del  videojuego oficial del mundial de Sudáfrica 2010. Esta canción en su versión «Wavin' Flag (The Celebration Mix)» fue escogida para la campaña promocional de Coca-Cola durante la Copa Mundial de la FIFA 2010 de Sudáfrica.

### Discografía
- 2004: My Life Is a Movie
- 2005: The Dusty Foot Philosopher (Interdependent Media /iM Culture)
- 2007: The Dusty Foot on the Road
- 2009: Troubadour (A&M Records/Octone Records)
- 2012: Country, God or the Girl (A&M Records/Octone Records)

### EP
- 2012: More Beautiful Than Silence (A&M Records/Octone Records)

## Colaboraciones
- En 2008 colaboró con el dúo maliense de Amadou & Mariam con la canción «Africa» de su álbum Welcome to Mali.
- En 2009 colaboró con la banda de rock británica Keane con las canciones «Stop for a minute» y «Looking Back» de su álbum Night Train.
- En 2009 también colaboró con el rapero estadounidense Wave con su canción «TV in the radio» de su álbum Attention Deficit y «Um'Ricka» de otro álbum suyo, Back to the Future.
- En 2010 colaboró con el canadiense Chin Injeti en su canción «Mask on my face» de su álbum D'tach.
- En 2010 colaboró con Damian Marley & Nas en las canciones «Tribes at war» y «Africa must wake up» de su álbum Distant relatives.
- En 2010 también colaboró con varios cantantes en distintas versiones de su canción Wavin' Flag para otros idiomas para ser usada en distintos países como la canción publicitaria de Coca Cola en sus. comerciales sobre la Copa Mundial de Fútbol de 2010. Entre ellos, se encuentran David Bisbal (en español), Nancy Ajram (en árabe), Skank (en portugués), Féfé (en francés) y Ai (en japonés).
- En 2011 colaboró con la banda canadiense Simple Plan con el tema Summer Paradise contenido en el álbum de esta banda titulado Get Your Heart On!